# Slovakiens damlandslag i basket
Slovakiens damlandslag i basket (slovakiska: Slovenské národné basketbalové družstvo žien) representerar Slovakien i basket på damsidan. Laget tog brons i Europamästerskapet 1993 samt silver 1997.

### Fotnoter
1. ↑  Todor Krastev (19 mars 1993). ”Women Basketball European Championship 1993 Perugia (ITA) - 08-13.06 Winner Spain” (på engelska). Sport Statistics. Arkiverad från originalet den 20 september 2015. https://web.archive.org/web/20150920054724/http://todor66.com/basketball/Europe/Women_1993.html. Läst 16 juni 2015.
2. ↑  Todor Krastev (19 mars 1997). ”Women Basketball European Championship 1997 Hungary - 06-13.06 Winner Lithuania” (på engelska). Sport Statistics. Arkiverad från originalet den 3 juli 2015. https://web.archive.org/web/20150703222240/http://todor66.com/basketball/Europe/Women_1997.html. Läst 16 juni 2015.